# Correlli (Fernsehserie)
Correlli ist eine australische Fernsehserie von 1995 mit Deborra-Lee Furness und Hugh Jackman in den Hauptrollen. Im Mittelpunkt steht die Gefängnis-Psychologin und alleinerziehende Mutter zweier Kinder: Louisa Correlli. Jede Episode der Serie wartet mit einer eigenen, weitgehend in sich abgeschlossenen Geschichte auf – erzählt wird dabei über Insassen als auch über Mitarbeiter des Gefängnisses.
Als teileübergreifende Geschichte wird die Entwicklung der Beziehung zwischen Louisa Correlli und dem Gefangenen Kevin Jones erzählt. Diese beginnt mit der Ankunft von Jones, der hochgradig geistesschwach zu sein scheint, und endet im zehnten Teil damit, dass Correlli nicht mehr umhin kann einzugestehen, dass auch sie sich in Jones verliebt hat.
Die Serie ist auch im deutschen Fernsehen gelaufen.